# Markhāl
Markhāl (persiska: مرخال) är en ort i Iran.   Den ligger i provinsen Gilan, i den nordvästra delen av landet, 250 km nordväst om huvudstaden Teheran. Markhāl ligger 3 meter över havet och antalet invånare är 730.
Terrängen runt Markhāl är platt. Runt Markhāl är det ganska tätbefolkat, med 111 invånare per kvadratkilometer. Närmaste större samhälle är Rasht, 14,3 km öster om Markhāl. Trakten runt Markhāl består till största delen av jordbruksmark.